# آرنا (کالیفرنیا)
آرنا (به انگلیسی: Arena) یک منطقهٔ مسکونی در ایالات متحده آمریکا است که در شهرستان مرسد، کالیفرنیا واقع شده‌است. آرنا ۴۳ متر بالاتر از سطح دریا قرار دارد.